# Ліндеман Карл Едуардович
Лíндеман Кáрл Едуáрдович (26 жовтня 1844 — 1 лютого 1929) — російський ентомолог і громадський діяч, життя і діяльність якого пов'язані з Україною. Автор численних наукових та прикладних праць і підручників. Батько  В. К. Ліндемана.

## Життєпис
Карл Едуардович Ліндеман (Lindemann) народився у Нижньому Новгороді (Росія), у потомственій лікарській родині етнічних німців. В 1859 р. він закінчив Нижньогородську чоловічу гімназію, поступив на медичний факультет Казанського университету, а наступного року перейшов до Московского університету. Після його закінчення, маючи рекомендацію академіка  К. Е. фон Бера, склав екзамени в Дерптський університет (1865) і після складання екзаменів одержав звання кандидата по природничо-науковому факультету..
Наприкінці 1865 року Карл Ліндеман став асистентом кафедри зоології нововідкритої Петровської сільськогосподарської академії у Підмосков'ї. В 1870 році він захистив магістерську працю «Про географічне поширення жуків в Російській імперії» і обійняв посаду її екстраординарного професора. Згодом він захистив у Московському університеті докторську дисертацію «Монографія короїдів Росії» і здобув звання доктора зоології і порівняльної анатомії (1886) і одержав звання ординарного професора Московського університету.
у 1880-х рр. — ординар. проф. заг. Зоології Московського університету.
1918 року вчений переїхав до Києва. У 1921—1927 роках Карл Едуардович став професором агрономічного, а згодом — природничого відділення фізико-математичного факультету Таврійського університету (Симферополь). Завдячуючи Кримській спілці південноросійських колоністів, йому надходила матеріальна допомога з Німеччини. Паралельно у 1921—1924 роках він викладав у Кримському сільськогосподарському інституті і працював у Кримському інституті спеціальних культур (1923—1925).
Останні роки життя вчений провів у менонітській колонії Орлово.

### Родина
- Батько — Густав Магнус Едуард Ліндеман (1806—1864) у 1830-і роки переїхав з Дерпту (Ліфляндська губернія) до Нижнього Новгороду, де відкрив приватну лікарську практику[1].
- Мати — Марія Ліндеман, уроджена Лінд.
- Брат — Едуард Едуардович Ліндеман (1864—1897), астроном Пулковської обсерваторії , дослідник блиску зірок, автор науково-популярних книжок.[4].
- Дружина — Марія Ліндеман, уроджена Герасімова (?–1907)[5].
- Син —  Володимир Карлович Ліндеман (1868—1933), вчений-патолог, професор. Протягом 20 років очолював кафедру Київського університету, один з організаторів Київського жіночого медичного інституту.

## Наукова діяльність
Сфера научных интересов Линдемана — сельскохозяйственные вредители и анатомия позвоночных..
Зокрема, він допомагав у боротьбі з різними сарановими у низці російський областей і губерній, в тому числі у Чернігівскій губернії та в Криму. Він брав участь у регіональних ентомологічних з'їздах в Одесі (1884) і Харкові (1885), зробивши там доповіді про біологію сарановихї та боротьюбу с ними. У 1867 році він прибув до Тульської губернії, де масово розмножився лучний метелик і надав через місцеву пресу практичні поради по здоланню цього лиха.
Крім численних наукових та науково-практичних праць, К. Ліндеман є автором університетських підручників (див. нижче перелік його праць). Деякі з його публікацій перевидавалися по декілька разів. 
У 1865 році Ліндеман відкрив невідомого для науки мікроскопічного паразита м'язів людини (вчений знайшов його у тканинах язика страчених на шибенці в'язнів. Згодом ця тварина з типу Апікомпклексні одержала назву на його честь — Sarcoystis lindemani Rivolta, 1898. Ім'я вченого увічнене також у назві жука-туруна Carabus lindemanni Ballion, 1878, описаного з Казахстану.

## Основні наукові праці
| - Очерки из жизни жуков. Ч. 1. — М.: тип. Грачева и К°, 1866. — 203 с. | - Итальянская саранча и меры ее истребления. — Москва, 1893. | - О филлоксере и других главнейших врагах винограда и о мерах истребления их. — М.: К. И. Тихомиров, 1895. — 80 с. |

## Громадсько-політична діяльність
Як знаного фахівця-ентомолога К. Ліндемана неодноразово відряджували на Південь Росії, Північний Кавказ, у Західний Сибір. Надаючи практичну допомогу із захисту рослин він неодноразово зустрічався із німецькими колоністами і переймався їх економічними проблемами. Ймовірно, це спонукало його поринути у вир громадсько-політичних подій. Після російської революції 1905—1907 років він став одним з організаторів «Союзу 17 жовтня» — партії, яка відстоювала інтереси крупних промисловців, поміщиків, чиновництва і торговців. Вченого обрали співголовою московського Центрального комітету партії, членом її головного правління.
Він балотувався у депутати Державної думи і мав помітний вплив на голову фракції «октябристів» у ній. У 1919—1912 роках вона мала розглянути законопроєкти, подані головою уряду П. А. Столипіним та міністром внутрішніх справ. Вони передбачали обмежити в прикордонних районах купівлю та оренду землі росіянам іноземного походження. Ліндеман переконав голову фракції у шкідливості подібних законів. Врешті-решт проєкти було відізвано ще до офіційного обговорення.
Коли почалася Перша світова війна, Карл Едуардович опублікував у російських газетах низку статей, які мали засвідчити лояльне, патріотичне відношення німецьких колоністів до російської влади. Але його аргументи не переконали частину одно партійців, і через це він пішов з поста товарищем (заступника) голови московського комітету партії «17 жовтня». У 1915—1916 роках він гостро критикував щойно прийняті «ліквідаційні закони», за якими землі німецьких колоністів вилучалися з їх володіння й користування.
Після Лютневої революції Ліндеман ініціював скликання і керував роботою 1-го конгресу російських німців (Москва, квітень 1917). За його ж ініціативою скликали 2-й Московський конгрес російських німців (серпень1917). Під керівництвом Ліндемана було створено «Головний комітет російських громадян німецької національності». Комітет узявся домогатися скасування «ліквідаційних законів» та допомагати у відновленні зруйнованих сільськогосподарських структур у німецьких колоніях.
У 1919—1921 роках він обстежував райони поселення німців в Україні. У травні 1922 року, за дорученням Німецького підвідділу при Наркоматі по справах національностей, він склав ґрунтовну довідку про значення німецьких колоній для сільського господарства Россиї